# 天主教诺里奇教区
天主教諾里奇教區（拉丁語：Dioecesis Norvicensis）是美國一個羅馬天主教教區，屬哈特福德總教區。成立於1953年8月6日。
範圍包括康乃狄克州東部四縣，教座位於諾里奇。2004年有教友228,520人（佔轄區總人口33.9%）、七十八個堂區、167名司鐸。現任教區主教彌額爾·理查德·科特。